# ریون راکس (ویرجینیای غربی)
ریون راکس (به انگلیسی: Raven Rocks) یک منطقهٔ مسکونی در ایالات متحده آمریکا است که در شهرستان همپشر، ویرجینیای غربی واقع شده‌است.